# Alfred Danicourt
Charles-Alfred Danicourt (né à Péronne le 12 décembre 1837 et mort dans la même ville le 26 juillet 1887) est un homme politique, collectionneur et bienfaiteur de la ville de Péronne.

## Biographie
Issu d'un milieu aisé, il était fils d’avoué et petit-fils de notaire. Il embrasse lui aussi la carrière des affaires en devenant receveur des rentes des plus grandes familles de l’arrondissement. Cette position d’intermédiaire entre les notables et leur argent fait sa fortune, et lui permet également de tisser de constructives relations avec le pouvoir. 

### Une carrière politique locale
Alfred Danicourt entre pour la première fois au conseil municipal de Péronne en avril 1871. Il y siège durant 16 ans, dont six en tant que maire : nommé par un décret de Mac-Mahon en 1874, il retrouve la place de premier magistrat en 1881, là encore par décret. Il s’investit énergiquement dans ses mandats, et se battit pour le relèvement de Péronne après les destructions provoquées par le siège de la ville par les Prussiens, lors de l’hiver 1870-1871.

### Un amateur d'art et d'archéologie
Grand voyageur, il se rendit quatorze fois en Italie, mais également en Espagne, ou en Algérie, d’où il revint toujours avec de nouveaux trésors. Très lié avec des archéologues et des antiquaires parisiens, il fréquenta les salles des ventes françaises et étrangères, et consacra une grande partie de sa fortune à l’achat de pièces rares, objets qu’il plaça au musée après son inauguration en 1877.

### Un bienfaiteur de Péronne
C’est pendant son premier mandat à la tête de la mairie qu’il lança l’idée de créer un musée à Péronne, puis participa largement à son financement et à la constitution de ses collections. Car Alfred Danicourt est un collectionneur passionné. Ses liens avec les grandes familles permettent au musée de bénéficier de dons importants.
Décédé en 1887 à l’âge de 49 ans, il n’oublia pas sa ville dans son testament: 
- Il laissa aux Péronnais toutes ses collections d’art, et surtout tous les trésors archéologiques accumulés et son importante bibliothèque,
- Il lègua également à la ville une somme (colossale pour l’époque) de 200 000 francs, à partager entre le musée, la bibliothèque municipale, les projets d’embellissement de la ville, ou encore le bureau de bienfaisance. La ville utilisa cette somme pendant plus de 50 ans.

- À sa mort, la municipalité donna au musée municipal le nom de Musée Alfred Danicourt[3], puis, en novembre 1910, la ville de Péronne donna son nom à une voie publique l'avenue Danicourt.

Mais il ne faudrait pas voir en cet homme qu’un obscur et discret collectionneur. Alfred Danicourt fut décrit par ses contemporains comme une personne très cultivée, mais aussi très alerte, pleine d'esprit et d'entrain, n'hésitant pas à mettre de l'ambiance dans les fêtes et les banquets. Il reste aujourd’hui le principal bienfaiteur de la ville de Péronne.

### Œuvre
- Membre de plusieurs sociétés savantes, Alfred Danicourt a rédigé plusieurs articles consacrés à l’archéologie ou à la description de certaines de ses acquisitions pour le musée.
- Une Révolte à Péronne sous le gouvernement du maréchal d’Ancre, Péronne, 1885.